# Pacy-sur-Armançon
Pacy-sur-Armançon es una localidad y comuna francesa situada en la región de Borgoña, departamento de Yonne, en el distrito de Avallon y cantón de Ancy-le-Franc.

## Demografía
| 460 | 493 | 472 | 476 | 499 | 486 | 502 | 526 | 483 | 478 | 471 | 447 | 444 | 458 | 464 | 479 | 538 | 508 | 503 | 510 | 403 | 502 | 472 | 404 | 351 | 328 | 298 | 267 | 254 | 221 | 205 | 233 | 237 |
| Para los censos de 1962 a 1999 la población legal corresponde a la población sin duplicidades (Fuente: INSEE [Consultar]) |     |     |     |     |     |     |     |     |     |     |     |     |     |     |     |     |     |     |     |     |     |     |     |     |     |     |     |     |     |     |     |     |